# Kaya Brüel
Kaya Brüel (født 30. august 1972 i København) er en dansk sangerinde, sangskriver og skuespillerinde.

## Karriere som sanger og sangskriver
Kaya Brüel debuterede i 1991 med coverversioner af hits fra 60'erne og 70'erne på albummet Kaya, der var produceret af Jens Rugsted. Albummet blev solgt i 80.000 eksemplarer. Herefter fulgte The State I'm In (1992) og Sweet Reality (1995), der solgte mindre end debutalbummet. Samtidig følte Kaya Brüel, at hun var blevet ført ud på et sidespor af pladeselskabet, der viste ringe interesse for de sange hun selv skrev. Som modreaktion var der udelukkende egne kompositioner på Kaya Brüels fjerde album, der blev udgivet på jazzmusikeren Thomas Blachmans pladeselskab ManRec. I 2000 sang hun vokalen til trance singlen Light A Rainbow af danske Tukan som i 2001 fik en 38. plads på den engelske hitliste. Jazz- og soulalbummet Complex (2001) fik fire stjerner i Gaffa.
I 2006 udgav Kaya Jeg fandt en sang på vejen, et album med børnesange med musik af oldefaderen Axel Brüel til tekster af Halfdan Rasmussen. Albummet modtog i 2008 en guldplade for 15.000 solgte eksemplarer. Opfølgeren Med Dannebrog på næsen fra 2008 fik en DMA for årets børneudgivelse. Kaya Brüel vendte tilbage til jazzmusikken på pladen The Love List fra 2008, der består af egne kompositioner, jazz standarts og sange fra teaterforestillingen Woyzeck med musik af Tom Waits. I 2016 udkom Nu og Nær, et album udelukkende med egne kompositioner, og denne gang på dansk. En del af teksterne handler om savnet til sin mor Sanne Brüel, som gik bort i 2011.
Kaya Brüel har sammen med musiker Ole Kibsgaard udgivet flere albummer. Den første, julealbummet Julen varer længe, udkom i 2010. Albummet har modtaget guld for 10.000 eksemplarer. I 2015 udgav de Halfdans hoved, med tekster af Halfdan Rasmussen. Deres tredje fælles album, Sange vi synger udkom i 2021, og er sange fra tv-programmet Morgensang.

## Karriere som skuespiller
Som skuespiller har Kaya Brüel primært medvirket i musicals og musikteater forestillinger. Hun debuterede i 1996 på Betty Nansen Teatret i HAIR, i rollen som Shiela. Efterfølgende medvirkede hun i Snedronningen på Østre Gasværk i 2000.
I 2000 fik hun den kvindelige hovedrolle som Marie i Woyzeck på Betty Nansen Teatret, der var iscenesat af Robert Wilson med nyskrevet musik af Tom Waits. Forestillingen spillede af flere omgange i København, og var på turné verden rundt i årene 2000 til 2005 og Kaya Brüel blev fremhævet i de store aviser i udlandet for sin stemme og fremtoning i rollen.
Kaya Brüel spillede i 2006 Maria i tangooperaen Maria de Buenos Aires i Takkelloftets åbningsforestilling i Operaen. For sin medvirken i Laser og Pjalter (2005) fik hun en Reumert-nominering som årets sanger. Ligeså fik hun i 2015 en Reumert-nominering for sin præstation som bedste kvindelige birolle i Pigen med paraplyerne på Betty Nansen Teatret. Kaya Brüel har i perioden 2012 til 2019 været en del af comedygruppen City Singler.

## Andre aktiviteter
Kaya Brüel har lagt stemme til en del tegnefilm, bl.a. som Ræven Rita i Jungledyret Hugo, og hun har medvirket på indspilninger af diverse børneplader og i andre sammenhænge. Kaya Brüel komponerede titelsangen til filmen Veninder (2005), som hun også medvirkede i. Hun skrev musik til animationsfilmen Otto er et næsehorn (2011).
I 2020 var Kaya Brüel sammen med sin kollega Ole Kibsgaard tjansen værter i programmet Morgenssang på DR, hvor der blev sunget 294 morgener under den da herskende coronaviruspandemi. Da programmet takkede af for sidste gang i maj 2021, gik duoen i studiet og indspillede albummet Sange vi synger.

## Privat
Kaya Brüel er datter af sangerinde Sanne Brüel og arkitekt Niels Herskind. Hun er gift med filminstruktør Kenneth Kainz, med hvem hun har datteren Asta og sønnen Alois.

## Udvalgt filmografi
| År   | Titel                    | Rolle                    | Noter                |
| ---- | ------------------------ | ------------------------ | -------------------- |
| 1987 | Negerkys og labre larver |                          |                      |
| 1990 | Kys mor, skat!           | Jeanette, Davids veninde |                      |
| 1993 | Jungledyret Hugo         | Rita                     | stemme til tegnefilm |
| 1997 | Det store flip           | sangerinde               |                      |
| 2004 | Familien Gregersen       | Kirsten                  |                      |
| 2005 | Veninder                 | Camilla                  |                      |
| 2006 | Rene hjerter             |                          |                      |
| 2006 | Der var engang en dreng  |                          |                      |

### Serier
| År      | Titel                     | Rolle            | Noter             |
| ------- | ------------------------- | ---------------- | ----------------- |
| 2001    | De udvalgte               | Miriam           |                   |
| 2003-04 | Forsvar                   | Sara Leegaard    | afsnit 10-11 & 13 |
| 2009    | Manden med de gyldne ører | Trisse Tiesgaard |                   |
| 2010-13 | Borgen                    | Nina Dahl        | afsnit 2-3        |
| 2011-12 | Lykke                     | Susanne Kampmann | afsnit 2-3 & 10   |
| 2013    | Broen II                  | Gitte            |                   |
| 2017    | Mercur                    | Raquel Rastenni  | afsnit 4          |

### Teaterstykker
| År   | Titel                 | Rolle                    | Noter |
| ---- | --------------------- | ------------------------ | ----- |
| 1996 | HAIR                  | Sheila                   |       |
| 2000 | Snedronningen         | Gerda                    |       |
| 2001 | Woyzeck               | Marie                    |       |
| 2004 | Laser og Pjalter      | Sørøver Jenny            |       |
| 2005 | Nøddeknækkeren        | Englen                   |       |
| 2005 | Maria de Buenos Aires | Maria                    |       |
| 2007 | Don Juan              | Donna Anna               |       |
| 2007 | Musical Matador       | Ingeborg Andersen-Skjern |       |
| 2010 | Voices                |                          |       |
| 2012 | Den eneste ene        | Sus                      |       |
| 2014 | Pigen med paraplyerne | Mdm. Emery               |       |
| 2016 | Dirch                 | Sitter                   |       |
| 2017 | Vildheks              | Moster Isa               |       |
| 2019 | Pelle Erobreren       |                          |       |
| 2019 | Divaer i Glas         | Marlene Dietrich, mfl.   |       |
| 2021 | Atlantis              | Miranda                  |       |

## Albumdiskografi
- Kaya (1991)
- The State I'm In (1992)
- Sweet Reality (1995)
- Complex (1999)
- Jeg fandt en sang på vejen (2006)
- The Love List (2008)
- Med Dannebrog på næsen (2008)
- Julen varer længe med Ole Kibsgaard (2010)
- Halfdans Hoved (2015)
- Nu&Nær (2016)
- Sange vi synger Med Ole Kibsgaard (2021)

## Musicals på scenen
- Musical Matador i Operaen som Ingeborg Skjern
- Den Eneste Ene i Glassalen i Tivoli og Musikhuset Aarhus som Sus
- Atlantis som Miranda